# Anton Levtchi
Anton Levtchi, född 28 november 1995 i Varkaus, Finland, är en finländsk ishockeyspelare som tidigare spelat för Tappara i FM-ligan. Inför säsongen 24/25 värvad till Luleå Hockeyförening i SHL som vänsterforward, nr #76 på tröjan. 